# Apeadero Benito Legerén
Apeadero Benito Legerén es la estación de ferrocarril de la localidad de Benito Legerén, provincia de Entre Ríos, República Argentina. 
Se encuentra precedida por la Estación Calabacilla y le sigue la Estación Concordia Central.